# Alberto de Saxe-Altemburgo
Alberto de Saxe-Altemburgo (Alberto Henrique José Carlos Vítor Frederico), (14 de abril de 1843 - 22 de maio de 1902) foi um príncipe alemão da casa ducal de Saxe-Altemburgo.

## Família
Alberto era o filho mais velho (terceiro por ordem de nascimento, mas o único que sobreviveu até à idade adulta) do príncipe Eduardo de Saxe-Altemburgo (filho mais novo de Frederico de Saxe-Altemburgo) e da sua segunda esposa, Luísa Carolina de Greiz.

## Casamentos
Alberto casou-se primeiro no dia 6 de maio de 1885 em Berlim com a princesa Maria da Prússia, viúva do príncipe Henrique dos Países Baixos.
Tiveram duas filhas:
- Olga Isabel Carola Vitória Maria Ana Inês Antónia (17 de abril de 1886 - 13 de janeiro de 1955), casada no dia 20 de maio de 1913 com Karl Frederick, conde de Pückler-Burghauss e Freiherr von Groditz.
- Maria (6 de junho de 1888 - 12 de novembro de 1947), casada no dia 20 de abril de 1911 com o príncipe Heinrich XXXV Reuss von Köstritz; divorciaram-se em 1921 quando Heinrich se casou com a princesa Maria Adelaide de Lippe-Biesterfeld.

Alberto era uma figura notável na sociedade de Berlim devido à sua inteligência, bom-feitio, educação e pelo seu entusiasmo pelo desporto. Maria morreu em 1888. Alberto casou-se depois com a abastada princesa Helena de Mecklemburgo-Strelitz, no dia 13 de dezembro de 1891. O casal não teve filhos.
O casal passava metade do ano na Rússia, período durante o qual a sociedade de Berlim sentiu muito a falta de Alberto. Em 1896, Alberto e vários outros líderes sociais proiminentes deixaram Berlim devido a desacordos com o kaiser Guilherme II. A família mudou-se então para a sua propriedade em Schwerin.
O príncipe Alberto morreu no dia 22 de maio de 1902 em Remplin e todas as casas reais da Alemanha viram a sua morte como "uma perda sincera".